# روح التوحيد: رفض طاعة غير الله

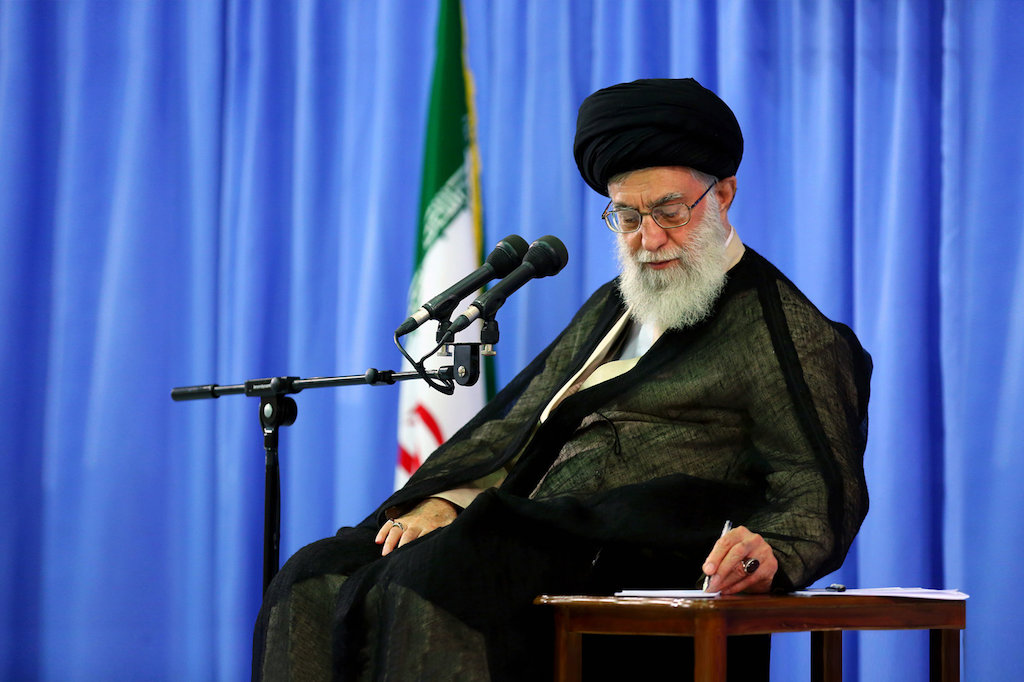
السيد علي خامنئي الذي نُشر كتابه "روح التوحيد: رفض طاعة غير الله" لأول مرة في عام 1977

روح التوحيد: رفض طاعة غير الله (الفارسية : روح تووحید، نفی عبودیت غیر خدا) هو اسم كتاب/مقالة من المرشد الأعلى لإيران، سيد علي خامنئي (بالفارسية: سید علی خامنه ای)، والذي نُشر لأول مرة عام 1977م. وقد قدم هذا الكتاب ردًّا على سؤال أحد الطلاب، وكذلك على استفسار مفاده: "ما هو الدور العملي للإيمان بالتوحيد في حياة الإنسان؟".
إن موضوع روح التوحيد هو أيضًا اسم فصل في كتاب طرح كليات الإسلام في القرآن (أي الخطة العامة للأفكار الإسلامية في القرآن)؛ ومحتوياته هي أمور ذلك الفصل ولكن في مجلد أكبر. وقد استخدم السيد علي خامنئي 78 آية من القرآن الكريم تتعلق بالتوحيد في المقال المذكور.
روح التوحيد: رفض طاعة غير الله، - بالإضافة إلى كونه مقالًا - فقد نُشر ككتاب منفصل في "المنشورات الإسلامية" -- المتعلقة بجمعية مدرسي الحوزة العلمية في قم. وتُعرف بأنها المقالة المعتمدة على القرآن الأكثر أهمية في كتاب «النظرة التوحيدية»، التي كتبها السيد علي الخامنئي، ونُشرت في كتاب «النظرة التوحيدية» إلى جانب أربع مقالات أخرى (لعلماء/علماء آخرين).

## طالع أيضًا
- أعمال السيد علي خامنئي
- الرجل البالغ من العمر 250 عامًا
- فلسطين في فكر الإمام الخامنئي (كتاب 2011)